# Igor Kováč
Igor Kováč, född den 12 maj 1969 i Krompachy, är en slovakisk före detta friidrottare som tävlade i häcklöpning.
Kovác främsta merit är hans bronsmedalj vid VM 1997 i Aten på 110 meter häck. Han var i final på 60 meter häck både vid inomhus-VM 1997 (slutade femma) och vid inomhus-VM 1999 (slutade åtta).

## Personliga rekord
- 60 meter häck - 7,55
- 110 meter häck - 13,13